# Армейский флот
Армейский флот, галерный флот, гребной флот Его Царского Величества — наименование составной части императорского флота Русского царства и Российской империи, формирований парусно-гребных кораблей и судов, основным движителем которых была гребля вёслами, в отличие от корабельного (батарейного) флота, основным движителем которых были паруса.
Сохранение и использования наименования «Армейский флот» в Русском флоте связано с комплектованием экипажей гребцов из гвардейских и армейских формирований, которые эти суда гребного флота перевозили , а также то, что основной задачей гребного флота было совместное применение в боевых действиях, основой которых были десантные операции. Словосочетание «Армейский флот» вышло из употребления в конце XVIII века. Основываясь на опыте античных воителей, Петр I сумел создать уникальное по своим возможностям явление, которое аккумулировало в себе возможности мобильной армии, передвигающейся на лёгких гребных судах.
В отличие от других морских держав, например Швеции, в которой шхерные эскадры представляли собой небольшие формирования судов для действия на мелководье и проведения небольших десантных операций и подчинялись непосредственно адмиралам корабельного (батарейного) флота, Армейский флот действовал самостоятельно и очень удачно в благоприятных для этого условиях Балтийского моря.
Две из трех морских побед, которые отмечены на воротнике-гюйсе военного моряка, одержаны русской армией, находящейся на гребных судах Армейского флота. Это битва при Гангуте, состоявшееся 26 — 27 июля (6 — 7 августа) 1714 года и битва при Гренгаме, состоявшаяся 27 июля (7 августа) 1720 года.
В отличие от корабельного (батарейного) флота, Петр I за основу строительства гребного флота взял опыт средиземноморских корабелов и на гребном флоте употреблялась итальянская терминология.
Одной из особенностей Армейского флота было отсутствие постоянных экипажей на судах. Для перегона судов с одного места на другое или на время навигации и боевых операций, назначался экипаж из 6 — 12 матросов под командованием морского офицера. Этого экипажа хватало, что бы справиться с латинским парусным вооружением. Так же во время навигации на гребные суда назначалась команда артиллеристов, которая обслуживала куршейную пушку, направленную в нос галеры. В качестве гребцов выступал десант, под командованием армейского офицера. Упоминание сразу двух командиров, флотского и армейского является характерной чертой при упоминания боевых действий Армейского флота.
Как ни удивительно, но основой гребного флота стали совсем не галеры, которые были самыми крупными гребными судами и даже не полугалеры, а скампавеи и бриги.

## Предыстория
С первых дней существования гребных судов на Руси (России) гребцами на них были сами воины (дружинники), а не рабы (пленники), как в других государствах. Набеги русичей на Византию и южные берега Русского моря (так называли в X—XIV веках Чёрное море) производились уже в IX века на флотилиях парусно-гребных судов (лодок), поднимавших до 50 дружинников.
Войско на Руси, следовавшие водою, на судах именовались — плавная рать (предтеча морской пехоты). В феврале 1656 года в Смоленском уезде, в верховьях Западной Двины под руководством воеводы Семёна Змеева началась постройка судов плавной рати (позже, применили словосочетание — армейский флот) из 600 стругов для перевозки войска. К июлю 56-го строительство флота (флотилии) было в основном закончено. Струги имели длину от 8 до 17 саженей (16 — 35 метров) и могли свободно вмещать по 50 стрельцов, казаков или солдат со всем запасом. Прочие суда использовались для доставки продовольствия, эвакуации раненых и больных нижних чинов и перевозки полковой и осадной артиллерии.
Во время русско-шведской войны 1656—1658 годов, русское войско захватило форпосты шведов — крепости Даугавгрива и Кокенхаузен (переименован в Царевич-Дмитриев) на Западной Двине. Боярин А. Л. Ордин-Нащокин основал судостроительную верфь в Царевиче-Дмитриеве и начал строительство кораблей для плавания на Балтийском море.
Первые упоминания о массовом применении гребного флота встречаются с 1656 года, 30 июня гребная флотилия Русского войска участвовала во взятии Ниеншанца, русский воевода П. И. Потёмкин взял его штурмом, однако после войны и крепость, и окружающие территории остались за Швецией, а 22 июля этого же года разбила отряд шведских кораблей около острова Котлин и захватила 6-пушечную галеру. По окончании войны Россия и Швеция заключили Кардисский мирный договор в 1661 году, по результатам которого Россия возвратила Швеции все отвоёванные русские земли и была вынуждена уничтожить все корабли заложенные в Царевиче-Дмитриеве.

## История
При создании регулярного флота России Пётр Первый определил гребцами военнослужащих солдатских (пехотных) полков Русской Армии, от которых и пошло наименование Армейский флот, а не преступников и пленных как на флотах других государств, где галеры были синонимом каторги, то есть понятием высшего уголовного наказания. Нововведение Петра I значительно повысило боеспособность русского гребного флота, улучшив нравственный элемент личного состава флота. Россия нуждалась в выходе, без посредников Турции, Польши или Швеции, к Европе, а для этого нужен был флот. При создании, к весне 1696 года, Азовского флота, а его основу составляли галеры шло и комплектование экипажей личным составом полков Русской армии, в том числе Преображенского и Семёновского, а также рекрутами-новобранцами. Боевое крещение Армейский флот получил под крепостью Азов, под общим руководством Ф. Лефорта флот блокировал подходы к Азову с моря, а армия под руководством А. С. Шейн, с суши. После интенсивного пушечного обстрела крепости, корабельной и сухопутной артиллерией, армия пошла на штурмом крепости, турецкий гарнизон принял решение капитулировать. К сожалению России, по Прутскому мирному договору, после неудачной войны с Турцией, флот пришлось ликвидировать. На Балтике первоначально, наиболее массовыми кораблями были галеры, способные эффективно действовать особенно в прибрежных (шхерных) районах земель, прилегающих к Ладоге и Неве. Строительство армейского флота на Балтике происходило в 1702—1704 годах на нескольких верфях находящихся на эстуариях рек Сясь, Луга и Олонка. Так при содействии гребной флотилии из 50-ти лодок, первой пала, после осады и штурма крепость Нотебург (Орешек), затем была взята Ниеншанц. В августе 1704 года русские армия и флот, продолжая возвращать русское побережье Балтики, штурмом овладели крепостью Нарва.
Летом 1705 года армейский (гребной) и корабельный (батарейный) флоты совместными оборонительными действиями отразили нападение на остров Котлин шведских захватчиков. Отряд кораблей (скампавей и бригантин) АФ, в мае 1708 года, прошёл шхерами до города Борго и высадил десант, который оттеснил шведские войска и сжёг город. В мае 1710 года армейский флот содействовал формированиям русской армии при взятии Выборга. В последующие годы армейский флот способствовал продвижению русских войск вдоль северного берега Финского залива, благодаря качественно организованному взаимодействию в июле 1713 года был занят Гельсингфорс. 27 июля 1714 года армейский флот одержав Гангутскую викторию, овладел Аландскими островами, обеспечив формированиям русской армии занятие всей шведской провинции — Финляндии, что сделало возможным перенесение военных действий на территорию коренной Швеции. В сентябре — октябре 1714 года армейский флот высадил десант близ города Умео, поведя успешный рейд по тылам противника десант вернулся на корабли. В июле 1716 года около 40 галер армейского флота уже с 5000 десантом сухопутных сил, под командованием Петра I, прибыли в Копенгаген для совместных действий с датскими войсками, для высадки десанта на южный берег Швеции. Высадка не состоялась из-за нерешительных действий союзников России того времени. Принуждение Швеции к миру было продолжено летом 1719 года и весной 1720 года, с участием армейского флота на берега Швеции были высажены несколько десантов. 27 июля 1720 года армейский балтийский флот одержал блистательную Гренгамскую викторию, при этом пленив 4 фрегата шведского флота. Наконец совместные действия сухопутных и морских сил достигли своей цели, весной и летом 1721 года, высадив десанты на побережье Швеции, гребной флот способствовал заключению Ништадтского договора в том же году. Формирования армейского флота действовали и на юге России в период осады Очакова.
Армейский флот к 1745 году имел в своём составе 396 гребных судов, из них 253 галеры (конных, малых и полугалер) и скампавеи и 143 бригантины.

## Предназначение
- совместные действия (взаимодействие) с полками (армией) в шхерных и прибрежных районах боевых и военных действий;
- транспортировка десантов;
- снабжение передовых отрядов;

## Состав
В состав армейского флота входили галеры, струги, скампавеи, бригантины, дубель-шлюпки, прамы и другие гребные суда.

## Командующие
- Ф. Я. Лефорт (1696 год)
- И. Ф. Боцис, граф, шаутбенахт (1704 год)[8]
- Ф. М. Апраксин, генерал-адмирал (1719 год)
- М. М. Голицын (1720 год)
- К. Г. Нассау-Зиген (1787—1792)